# 索格塔克 (密歇根州)
索格塔克（英語：Saugatuck）是一個位於美國密歇根州阿勒根縣的城市。

## 人口
根據2020年美國人口普查的數據，索格塔克的面積為4.58平方千米，當中陸地面積為3.60平方千米，而水域面積為0.98平方千米。當地共有人口865人，而人口密度為每平方千米189人。